# Ото IV (Валдек)
Вижте пояснителната страница за други личности с името Ото IV.
Ото IV фон Валдек-Ландау (на немски: Otto IV von Waldeck zu Landau; * ок. 1440/1441; † 14 октомври 1495 в дворец Ветербург при Аролзен) е от 1459 до 1495 1431 г. третият и последен граф на Валдек-Ландау.
Той е син на граф Ото III фон Валдек († 1458/1459) и съпругата му Анна фон Олденбург († 1438). По бащина линия е внук на граф Адолф III фон Валдек в Ландау († 1431) и Агнес фон Цигенхай († 1438). Неговите по-големи братя Йохан и Хайнрих умират през 1431 и 1438 г. неженени и бездетни.
Ото IV резидира в дворец Ландау в Ландау. Той помага на ландграф Лудвиг II фон Хесен. Участва в множество битки.

## Фамилия
Ото IV се жени на 17 януари 1464 г. за Мехтилд (Мета) фон Нойенар († 1465), която умира следващата година. 
През 1465 г. той се жени втори път за Елизабет фон Текленбург († ок. 1499) и има с нея една дъщеря Ева (* 1466; † 1489), която умира от чума, сгодена за граф Бернхард фон Липе.
С Анна фон Хоенфелс той има един извънбрачен син, Арндт, на когото в завещанието си от 11 октомври 1495 г. завещава 300 златни гулдена, на майка му Анна фон Хоенфелс 80 златни гулдена. На съпругата си Елизабет той завъщава замък Ветербург като вдовишка резиденция.
През 1495 г. със смъртта на граф Ото IV изчезва графската линия Ландау. Неговото графство отива на линията Валдек, на неговите роднини Филип II фон Валдек-Айзенберг и Хайнрих VI фон Валдек-Вилдунген, които си го разделят.